# U-Bahnhof Turmstraße

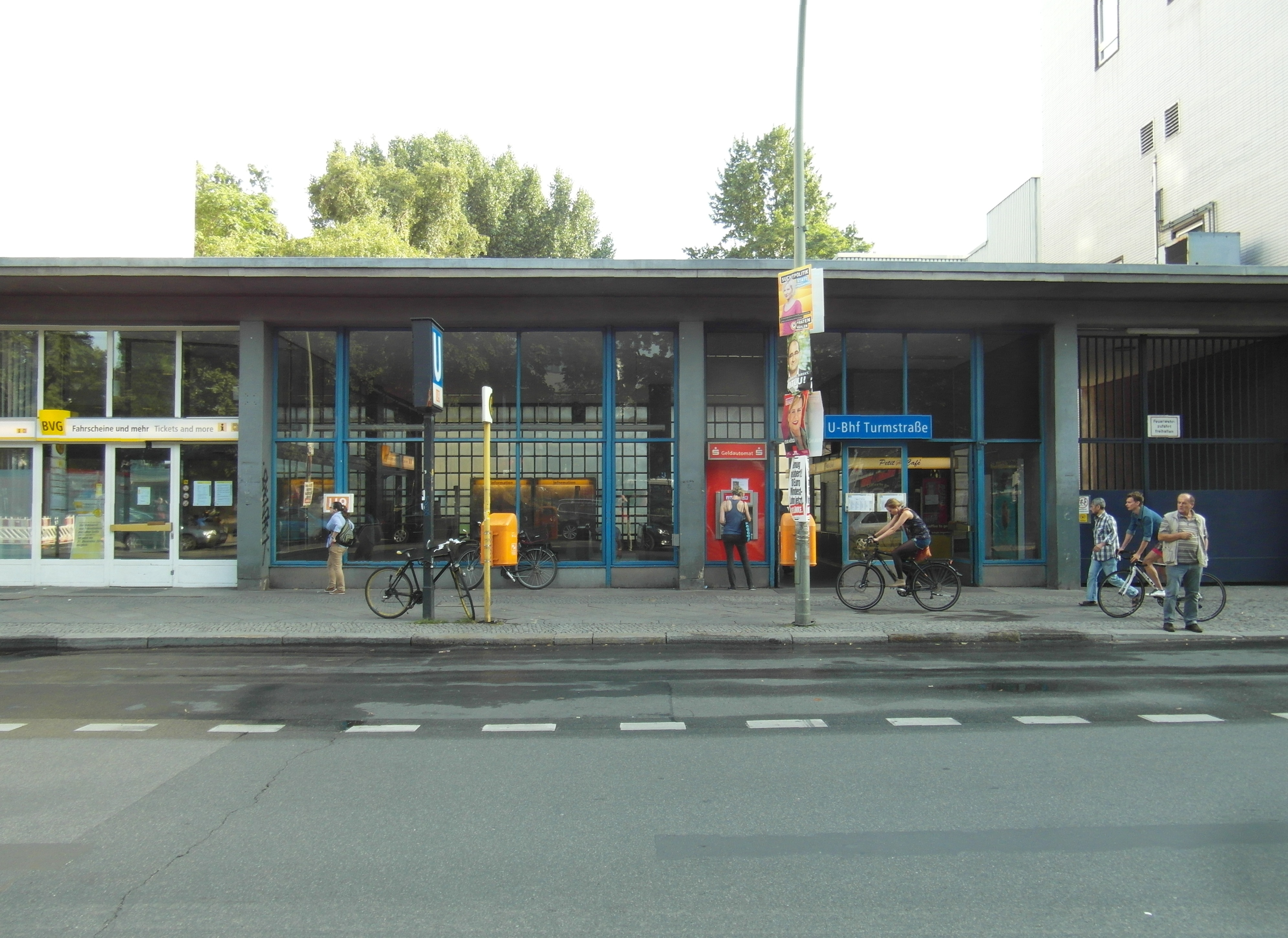
Bahnhofseingang

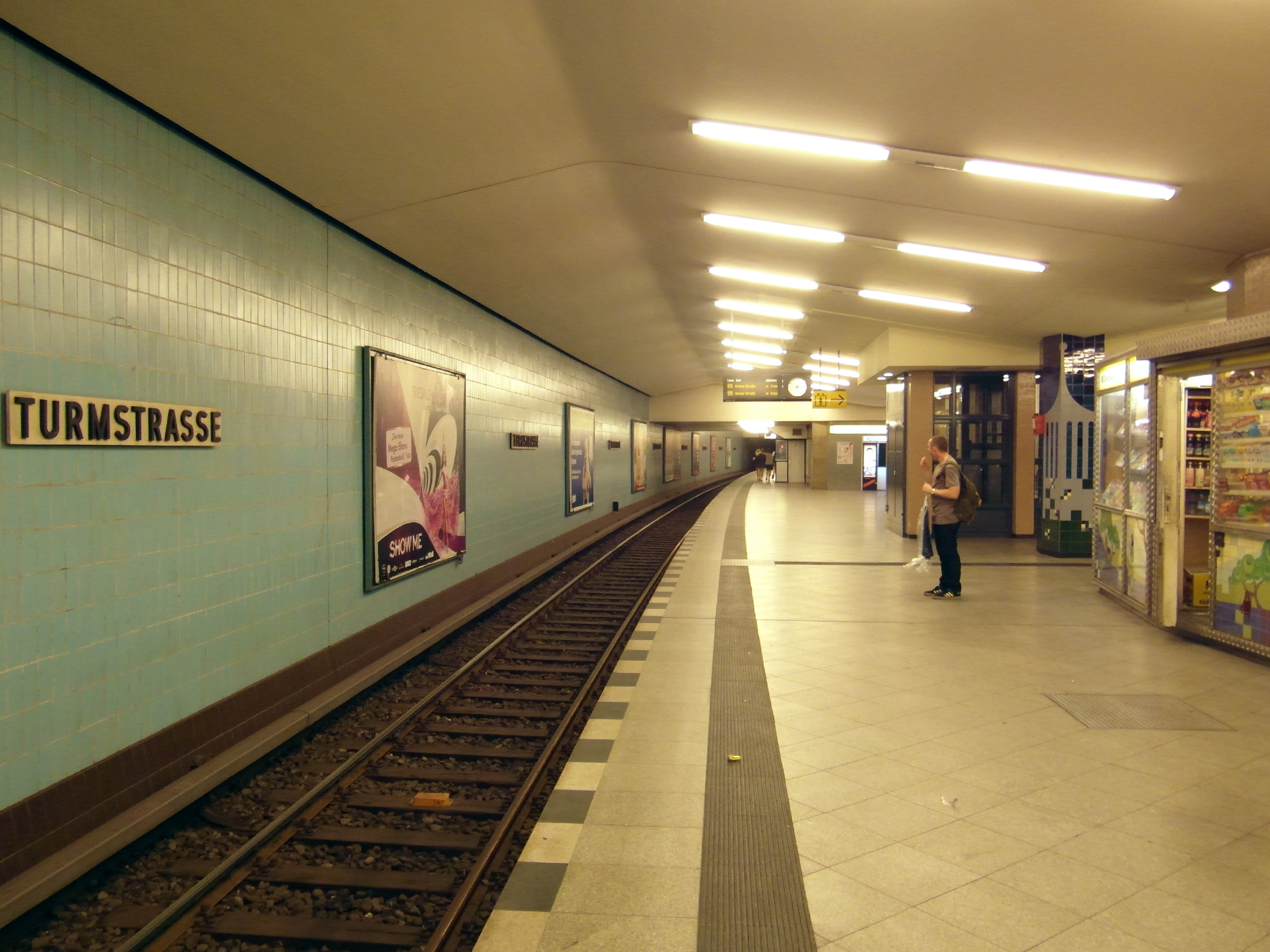
Bahnsteig

Der U-Bahnhof Turmstraße wurde am 28. August 1961 im Verlauf der Berliner U-Bahn-Linie U9 eröffnet. Im Bahnhofsverzeichnis der BVG trägt der Bahnhof die Bezeichnung Tm. Beim Bau des Bahnhofs ist die Erweiterungsmöglichkeit zum Kreuzungsbahnhof berücksichtigt worden, um im Falle einer Verlängerung der Linie U5 eine Umsteigemöglichkeit zwischen der in Nord-Süd-Richtung verkehrenden U9 und der in Ost-West-Richtung verkehrenden U5 zu schaffen. Dazu befindet sich für die Linie U5 als eine Bauvorleistung ein kurzer Tunnelstumpf quer über dem Bahnsteig der U9. Zur Erleichterung des Umsteigens zu den Bussen wurde dort nachträglich ein Mittelausgang gebaut, der auf der Südseite der Turmstraße an die Oberfläche kommt.
Der Bahnhof ist 675 Meter vom U-Bahnhof Birkenstraße und 919 Meter vom U-Bahnhof Hansaplatz entfernt. Er ist unter dem Kleinen Tiergarten zwischen der Moabiter Einkaufsmeile Turmstraße und der Straße Alt-Moabit im Bezirk Mitte gelegen und besitzt neben Roll- und Steintreppen seit Juli 2010 auch einen Aufzug. Die Kosten dafür beliefen sich auf 1,8 Millionen Euro.
Der Bahnhof ist mit einem 12,6 Meter breiten und 110 Meter langen Mittelbahnsteig ausgestattet und besitzt eine von Bruno Grimmek entworfene Wandverkleidung aus hellblauen Fliesen, außerdem besitzt er die für Bahnhöfe der damaligen Linie G typische „Schmetterlingsdecke“.
In unmittelbarer Nähe des U-Bahnhofs befindet sich die Betriebsschule U-Bahn der BVG sowie die Leitstelle zum Überwachen und Schalten des Fahrstroms im U-Bahn-Netz.

## Anbindung
| Linie | Verlauf |
| ----- | --- |
|       | Osloer Straße – Nauener Platz – Leopoldplatz – Amrumer Straße – Westhafen – Birkenstraße – Turmstraße – Hansaplatz – Zoologischer Garten – Kurfürstendamm – Spichernstraße – Güntzelstraße – Berliner Straße – Bundesplatz – Friedrich-Wilhelm-Platz – Walther-Schreiber-Platz – Schloßstraße – Rathaus Steglitz |

Am U-Bahnhof bestehen Umsteigemöglichkeiten von der Linie U9 zur Straßenbahnlinie M10 und zu den Omnibuslinien M27, 101, 123, 187 und 245 der BVG.